# 붙여뻗기
붙여뻗기는 상대방의 돌에 붙인 다음(붙임) 상대가 젖힐 때 중앙으로 늘거나 뻗는 행마법이다.